# Sociedad Argentina de Cirugía Plástica, Estética y Reparadora
La Sociedad Argentina de Cirugía Plástica, Estética y Reparadora (SACPER) es una asociación civil, sin fines de lucro, que agrupa a médicos especializados en cirugía plástica de la República Argentina. 
Los términos “estética o cosmética” y “reparadora o reconstructiva” son producto de una separación artificial hecha por el hombre, pero en la realidad cotidiana son inseparables dentro del ejercicio de la cirugía plástica, pues lo que finalmente se pretende es proporcionar a cada paciente -según sus condiciones y estado- una mejor calidad de vida. 

## Orígenes e historia
En el mundo, la cirugía plástica se desarrolló con la Primera Guerra Mundial y es en Alemania, EUA, Francia e Inglaterra, donde se crearon los primeros centros formadores de especialistas. A ellos concurrieron cirujanos de todo el mundo para aprender la nueva especialidad. También aparecieron los primeros textos de cirugía plástica.
En América, en 1940, un grupo pequeño pero selecto de cirujanos plásticos de Argentina, Brasil, Chile, Perú y Uruguay, entre otros países, se reunieron en São Paulo, Brasil y organizaron la Sociedad de Cirugía Plástica Latinoamericana.
Así, en 1941, se realizó el I Congreso Latinoamericano de Cirugía Plástica, en Río de Janeiro y São Paulo, Brasil. Los asistentes argentinos más conocidos fueron Ernesto Malbec (de Buenos Aires) y Lelio Zeno (de Rosario). El II Congreso Latinoamericano se celebró en 1942, en Buenos Aires y Rosario, Argentina y esto generó un importante impulso a la especialidad en este país. 
En la Argentina, en la década del ‘40 existía un reducido número de especialistas. Publicaban su experiencia en revistas médicas generales o en el boletín de la Sociedad Argentina de Cirujanos, quedando esta información científica dispersa y con difícil acceso. 
En 1949, en Argentina, empezaron a realizarse reuniones de ateneos en los pocos hospitales que contaban con cirujanos plásticos. Se presentaban en ellos, complejos casos que eran comentados y discutidos con gran interés, permitiendo comparar y sumar opiniones profesionales a favor del diagnóstico y tratamiento médico. Así empezó la enseñanza de la especialidad en la Argentina. 
Los “ateneos” demostraron gran utilidad práctica y fueron ganando importancia con el correr del tiempo. Entonces se consideró que había llegado el momento de darles forma orgánica. Héctor Marino fue el mentor del proyecto. Pero para asegurarle éxito se propuso que la iniciativa fuera llevada a cabo por el conjunto de los cirujanos plásticos argentinos.
Dos reuniones realizadas a fines de 1951 y a principios de 1952 redondearon el anteproyecto. Finalmente el 24 de marzo de 1952, se firmó el acta de fundación de la Sociedad Argentina de Cirugía Plástica. Se constituyó una comisión directiva provisoria integrada por 14 miembros, que encargó a José C. Viñas y Alberto Beaux la confección de un Estatuto. 
La primera reunión científica se realizó en la sede de la Asociación Médica Argentina, el 17 de julio de 1952. El 23 de abril de 1953, se llevó a cabo la primera Asamblea General para elegir la primera comisión directiva y se designó a Ernesto Malbec como primer presidente.
Hacia mediados de la década del ‘50, la cirugía plástica argentina había adquirido considerable desarrollo. Cada vez más hospitales contaban con cirujanos plásticos entre sus profesionales. Mientras, la SACPER reunía en sus sesiones a un número creciente de miembros. Simultáneamente y en forma anual se realizaban los Congresos Argentinos de Cirugía Plástica en distintas ciudades del país. También empezaron a desarrollarse Jornadas, Cursos y otras actividades formativas. Así surgió la entidad científica rectora del cirujano plástico en Argentina. 
En 1965, la Sociedad Argentina de Cirugía Plástica invitó a la Sociedad de Cirugía Plástica Española y a la Portuguesa al I Congreso Iberoamericano y así se inició el proyecto que -casi una década después- se cristalizaría como Federación Iberolatinoamericana de Cirugía Plástica.
Como vemos los comienzos de la especialidad en la Argentina están ligados a la Federación Iberolatinoamericana de Cirugía Plástica y a la Sociedad Argentina de Cirugía Plástica y sus historias se acompañan y comparten. 
En cuanto a la enseñanza formal y sistematizada de la especialidad en el país, recién se iniciaría en la década del '70, cuando un grupo de prestigiosos cirujanos plásticos, cada uno de ellos referentes en las respectivas subespecialidades, crea en Buenos Aires, la escuela de cirugía plástica de la Universidad del Salvador. Algunos años más tarde, aquel grupo crea una nueva escuela conocida como "Curso Superior Trienal" en la SACPER, siendo la segunda del país.
Los primeros presidentes de la SACPER fueron: 
1953: Dr. Ernesto Malbec; 1954: Dr. Héctor Marino; 1955: Dr. Julián Fernández; 1956: Dr. Alberto Beaux; 1957: Dr. Roberto Dellepiane Rawson; 1958: Dr. Miguel Correa Iturraspe; 1959: Dr. Guillermo Armanino; 1960: Dr. Jorge Santamarina Iraola; 1961: Dr Fortunato Benaim; 1962: Dr. Jorge Niklison; 1963: Dr. Cornelio O’ Connor; 1964: Dr. Luis Monti; 1965: Dr. José Spera. 
Todos ellos de reconocida capacidad y notoriedad como también precursores y propulsores de la especialidad en la argentina.
Desde su fundación en 1953 hasta 1995 el presidente de la SACPER estuvo a cargo del Congreso Argentino de Cirugía Plástica. A partir de 1996, se decidió que la presidencia de este último recayera en otro miembro de la Sociedad con la misma jerarquía, en razón de la complejidad que tomaban estos eventos por los avances y nuevos desarrollos de la especialidad y la concurrencia masiva de profesionales. La lista de todos los Presidentes de la SACPER y del Congreso Argentino de la SACPER se puede ver en http://www.sacper.org.ar/www/lista-de-ex-presidentes/
La especialidad ha sido reconocida por la Academia Nacional de Medicina, dedicándole un sitial, que fue ocupado sucesivamente por dos ex -presidentes de la SACPER: primero por Héctor Marino y luego por Fortunato Benaim.

## Objetivos
Se destacan dentro del Estatuto de la SACPER los siguientes: 
1. Contribuir al continuo mejoramiento de los cirujanos plásticos organizando eventos científicos (jornadas y congresos) y cursos de actualización, así como acreditaciones y evaluaciones de programas de educación médica continúa. 
2. Establecer los patrones básicos de enseñanza y entrenamiento de los futuros especialistas, así como de certificación y recertificación de los actuales especialistas. 
3. Velar por el cumplimiento de las normas éticas y legales en las prácticas médicas de la especialidad para asegurar la excelencia del sistema. 
4. Aportar a la comunidad información veraz, objetiva y de rigor científico sobre la especialidad.

## Estructura organizativa
El gobierno de la SACPER está constituido por la Asamblea General y la Comisión Directiva, dirigida por un presidente. La asamblea se realiza con los socios presentes en el congreso anual. En ella se eligen por simple mayoría: a) la Comisión Directiva de la SACPER; b) el presidente del Congreso Argentino de Cirugía Plástica; c) el Editor de la Revista Argentina de Cirugía Plástica; y d) el director del Curso Superior de Especialización en Cirugía Plástica. Estas cuatro figuras representan en cada una de sus áreas la máxima expresión del desarrollo científico de la especialidad.
La Comisión Directiva realiza sus actividades a través de las Comisiones (área técnico- administrativa) y Capítulos (área científica-asistencial). Ellas son: 
Comisiones: a) de educación médica continua; b) de ética médica; c) de asuntos médicos legales; d) de recertificación médica; e) de docencia e investigación; entre otras.
Capítulos: a) cirugía estética; b) tratamiento del quemado y cirugía ; c) cirugía máxilofacial; d) cirugía plástica infantil; e) cirugía plástica de extremidades y manos; entre otros.

## Filiales
La SACPER está organizada en 9 regionales que comprenden todo el país. Ellas son: 1. Buenos Aires; 2. La Plata; 3. Mar del Plata; 4. Rosario y Litoral; 5. Córdoba y Centro; 6. Noreste (NEA); 7. Noroeste (NOA); 8. Cuyo; y 9. Patagonia.
Los profesionales se asocian primero a través de las filiales regionales. A ellas se pueden incorporar aquellos especialistas que lo deseen y que cumplan con los requisitos científicos exigidos para ser socios. Finalmente, para ser miembro de la Sociedad Argentina, se debe ser previamente miembro de su respectiva regional.

## Congreso Argentino de Cirugía Plástica
Es la actividad científica más importante de la SACPER. Anualmente se realiza un congreso. Su sede va rotando por las distintas ciudades del país y se decide en la Asamblea General por votación de sus asociados. 
Estos Congresos son cada vez más importantes y concurridos, debido al progreso incesante y al desarrollo de nuevos procedimientos, instrumental y recursos técnicos, que se ven tanto en la parte estética como en la reconstructiva. 
El primer Congreso Argentino de Cirugía Plástica se realizó en el año 1971, creado bajo la presidencia de la Sociedad del Dr. Aníbal Tambella. Su última versión fue la 49.ª y se llevó a cabo en Rosario, del 22 al 24 de mayo de 2019.

## Curso Superior de Especialización en Cirugía Plástica
Es la actividad docente más importante de la SACPER y es uno de los cursos oficiales de la Escuela de Graduados de la Asociación Médica Argentina (EGAMA). Es una carrera de posgrado de tres años de duración, que forma especialistas con sólidas bases científicas y prácticas. En el medio local se lo conoce como "Curso Superior Trienal".
Se inició en 1977 y se han graduado a la fecha más de 100 especialistas entre argentinos y extranjeros.

## Revista Argentina de Cirugía Plástica
Es el órgano oficial de publicación de la SACPER y los profesionales la utilizan para volcar su experiencia en artículos científicos. Concentra los trabajos de los cirujanos plásticos publicados en la Argentina. A través de ella se facilita su divulgación y su acceso. 
Se inició en 1953 como "Revista de la Sociedad Argentina de Cirugía Plástica" y actualmente se publican cuatro números por año y es de aparición trimestral.

## Extensión comunitaria
Es la actividad asistencial más importante de la SACPER. Se lleva a cabo a través de una campaña solidaria de malformaciones congénitas, que recorre todo el país como un aporte de la SACPER a la comunidad. 
Está dedicada al tratamiento médico-quirúrgico de los pacientes con fisuras labio-alveolo-palatinas. Cuenta con la participación voluntaria y ad honorem de los cirujanos plásticos interesados.

## Relaciones interinstitucionales
La SACPER es una Sociedad con Personería Jurídica desde 1995, vinculada científicamente a la AMA, pero con independencia y está vinculada internacionalmente con la Federación Iberolatinoamericana de Cirugía Plástica y Reconstructiva (FILACP) y la International Confederation for Plastic Surgery (ICOPLAST).